# 福住清風
福住 清風（ふくずみ きよかぜ、安永7年（1778年） - 嘉永元年9月14日（1848年10月10日））は江戸時代後期の歌人。通称は喜三郎、諱は貞直、号は梅門、松老、徐崖、笹の屋、笹垣、清風。幼名は米吉、佐六。

## 生涯
信濃国飯田城下（現・長野県飯田市）の旧家・長瀬家に生まれ、飯田藩御用商人の町年寄・福住家の養子となり、薬種商や貸本屋を営む。始めは狂歌を詠んだが、化政文化のころ、本居宣長門流の植松茂岳（尾張藩士）に入門して和歌を志し、新古今集をもって歌道の真髄とし、流麗な歌風で知られた。その一方で古今集を重んじる桂園派と対立し、内山真弓は『榜示杭』で清風の『呼子鳥』を批判し、論争を展開した。
門弟には北原稲雄や松尾多勢子らがいる。

## 稿本
- 呼子鳥
- ひとつ心
- 伊勢物語 後釈
- むつのはな
- 夕月夜
- 土佐物語 新釈
- 志つだまき